# 리딕 - 다크 퓨어리
리딕 - 다크 퓨어리(The Chronicles Of Riddick: Dark Fury)는 미국에서 제작된 피터 정 감독의 2004년 액션, SF 영화이다. 빈 디젤 등이 주연으로 출연하였다.

## 출연

### 주연
- 빈 디젤
- 리아나 그리피스
- 닉 친런드
- 키스 데이빗

## 제작진
- 원조: 짐 웻
- 원조: 켄 웻